# Mrtvični spreletavec
Mrtvični spreletavec (znanstveno ime Leucorrhinia caudalis) je vrsta raznokrilih kačjih pastirjev iz družine ploščcev, razširjena po Zahodni in Severni Evropi ter jugozahodu Sibirije.

## Opis
Je lahko prepoznaven s širokim telesom in močno kijasto zadebeljenim zadkom, kar mu daje zavaljen videz. Odrasli dosežejo 33 do 37 mm v dolžino. Samci imajo sinjemodro obarvan »pas« (ožji del zadka) in belo zgornjo ploskev pterostigem, svetel je tudi »obraz«. Zadek med počivanjem pogosto molijo kvišku. Samice in pravkar izlegli samci imajo namesto tega rumene lise na črni podlagi, ki so dovolj velike, da se na hrbtni strani zadka stikajo, a so ločene od manjših bočnih.
Ličinke imajo po telesu dolge in močne trne, ki plenilcem otežujejo napad, zato so sposobne preživeti v vodah, bogatih z ribami.

## Habitat in razširjenost
Razmnožuje se v jezerih in močvirjih, vsaj en meter globokih in bogatih s hranili ter bujno podvodno zarastjo, ustreza pa mu tudi plavajoče rastje, kot je beli lokvanj, na kateremu počivajo odrasli. Večina nahajališč je v nižinah. Najmočnejše evropske populacije živijo na severu Francije in v pasu od severovzhodne Nemčije do Baltskih držav in južne Skandinavije ter Finske. Južneje je prisotna le lokalno na obronkih Alp in v Panonski nižini do porečij Donave, Tise in Drave. Iz azijskega dela območja razširjenosti je znanih le nekaj deset najdb.
V drugi polovici 20. stoletja je populacija močno upadla in mrtvični spreletavec je lokalno izumrl v več evropskih državah zaradi evtrofikacije in intenzivnega upravljanja z vodami. Zdaj se kakovost vod izboljšuje, zato vrsta od začetka 21. stoletja doživlja ponoven razmah in širjenje areala proti zahodu. Zaradi ranljivosti je uvrščena v Dodatek 4 evropske Direktive o habitatih.
V Sloveniji, ki leži na jugozahodnem robu areala, uspeva samo v nekaj mrtvicah in opuščenih gramoznicah v Pomurju. Na Rdeči seznam kačjih pastirjev iz Pravilnika o uvrstitvi ogroženih rastlinskih in živalskih vrst v rdeči seznam je mrtvični spreletavec uvrščen kot prizadeta vrsta.